# Butterfly (romanzo)
Butterfly (Obsidian Butterfly) è un romanzo horror di Laurell K. Hamilton, il nono della serie di Anita Blake - Cacciatrice di vampiri, pubblicato in lingua originale nel 2000 e in Italia nel 2009.

## Trama
Anita Blake si ritrova a dover affrontare un viaggio in Nuovo Messico per saldare un debito ad un suo amico di vecchia data Ted Forrest, ovvero Edward. Se Edward ha chiesto il suo aiuto ci sarà pure un motivo: ciò che devono abbattere è apparentemente più forte di tutte le creature affrontate finora dalla Necromante.
Infatti da un periodo di tempo tra Albuquerque e Santa Fe accadono vicende spaventose: intere famiglie massacrate; dietro tutto ciò un Dio Azteco che riposa dall'arrivo degli spagnoli.

## Edizioni
- Laurell K. Hamilton, Butterfly, traduzione di Alessandro Zabini, 1 ed., Editrice Nord, 2009,  p. 638, ISBN 88-429-1594-7.